# ライフ (F1)
ライフ・レーシング・エンジニアリング (Life Racing Engineering) は、1990年のF1世界選手権に参戦したイタリアのマシン製造者（コンストラクター）、レーシングチームである。シャシーおよびエンジンを自製してエントリーしたが、出場全戦（14戦）にて予備予選不通過となった。チーム本拠地はイタリア・エミリア＝ロマーニャ州モデナ県フォルミージネ。

## 歴史

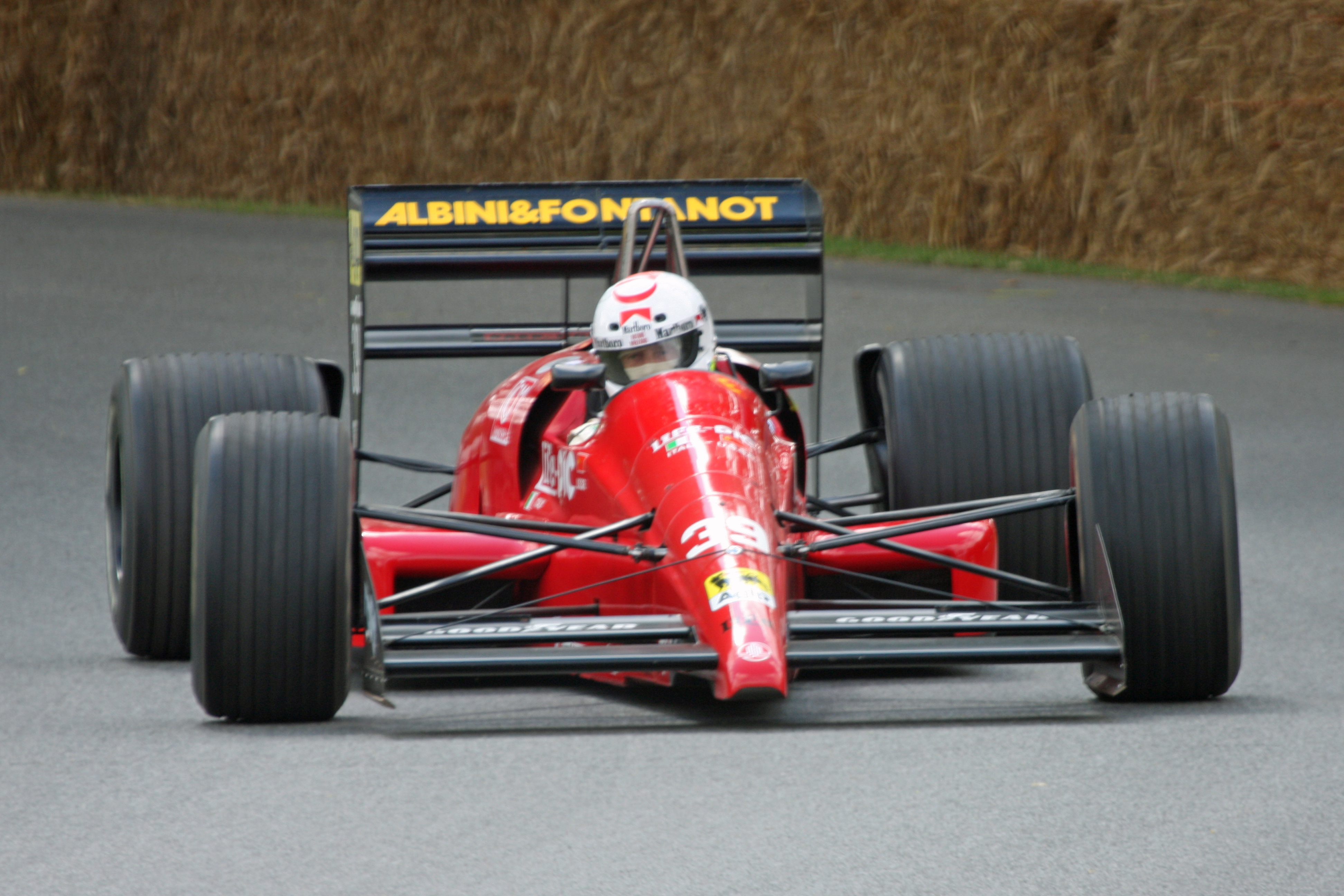
2009年のグッドウッド・フェスティバル・オブ・スピードに出走したライフL190。当時と同じW型12気筒エンジンを搭載し、フルレストアが施されている。

1988年設立。「ライフ」という名称は、オーナーのエルネスト・ヴィータの姓（伊：Vita）が英語のLife（人生・生命）にあたることから。
1989年よりF1のエンジンが自然吸気 (NA) のみに規定されると、さまざまなレイアウト、気筒数のエンジンが考案されるようになった。その中で、かつてフェラーリのエンジンデザイナーとして活躍したフランコ・ロッキは、水平対向エンジンに直列エンジンを組み合わせたW型12気筒エンジンを設計。これを元に1990年からF1に参戦開始したのがライフチームである。
シャシーは元レーシングドライバーランベルト・レオーニが設立したファースト・レーシングが製作したもので、リカルド・ディビラとジャンニ・マレッリがデザインをした。ファーストは1989年にF1デビューする構想でドライバー体制なども決まっていたが、体制不十分により参戦計画が頓挫していた。その出番がなくなってしまったシャシーを1989年7月にライフが購入し、流用して自社製W型エンジンを搭載したマシンは10月に完成し発表された。タイヤはグッドイヤーが装着されており、ドライバーにはロベルト・モレノやF3000ドライバーのファブリツィオ・ジョヴァナルディが有力候補と報じられた。
1990年開幕前にヴァレルンガで行われた単独テストで登場したマシンL190は、良くも悪くも注目を浴びた。フェラーリと同じ深紅のカラーを身にまとったマシンの前半分はファーストF1のシャシーそのままであり、細身のペンシルノーズでそれなりの美しさを見せるが、後ろ半分は巨大なW型12気筒エンジンを収めるために外側へ丸く膨らんでおり、前影投影面積が大きく空力的に劣ることは明らかであった。
参戦ドライバーは、豊富な資金力と共に堅実な走りを見せる前年度のイギリスF3000チャンピオンのゲイリー・ブラバムと本契約を結んだが、開幕戦の予備予選で2周しか走行できず、戦闘力以前にまともに走行ができない実情に失望したブラバムはチームからの離脱を希望し、第3戦サンマリノGPからはかつてアルファロメオF1チームでポールポジションやファステストラップを記録したこともあるブルーノ・ジャコメリを起用した。ジャコメリにとっては7年ぶりのF1復帰であった。
しかし、ドライバーの腕以前にライフのエンジンは慢性的なオーバーヒート・過大なエンジン重量・多すぎる部品数、そして肝心の出力があがらない問題がのしかかり、予備予選で満足にマシンを走らせることは困難であった。エンジンの出力が上がらない原因は、中央バンクの排気熱が両端バンクに熱干渉するという問題であったと伝えられる。これは構造的な問題であり抜本的な解決方法を見いだせなかった。クランクシャフトの設計ミスにより中央バンクはまともに機能せず、実質上V型6気筒エンジンに等しかった。よって出力は500馬力にも満たず、400 - 450馬力程度だった(当時トップマシンのエンジン出力は650 - 700馬力)。
チームはジャコメリのF1界での人脈を頼り、彼が以前テストドライバーとして所属したレイトンハウスがジャッドエンジンをバージョンアップした際に、余剰となった型落ちのエンジン（V型8気筒）を入手。ヴィータもチーム・ロータスと交渉し、前年使用し不要となっているジャッド・CVエンジンを入手して第13戦ポルトガルGPからエンジンをジャッドV8へと換装してグランプリに参加する一方、並行してW12エンジンの熟成を進める方針を採った。しかし財政的な余力はすでに無く、欧州からの遠征費がかさむ第15戦日本グランプリにチームは姿を現さなかった。以後実戦復帰することはなく、ライフF1のレース参戦は終了した。

## F1における全成績
(key) （太字はポールポジション）
| 年     | シャシー     | エンジン        | タイヤ | ドライバー           | 1    | 2    | 3    | 4    | 5    | 6    | 7    | 8    | 9    | 10   | 11   | 12   | 13   | 14   | 15  | 16  | ポイント | 順位 |
| ------ | ------------ | --------------- | ------ | -------------------- | ---- | ---- | ---- | ---- | ---- | ---- | ---- | ---- | ---- | ---- | ---- | ---- | ---- | ---- | --- | --- | -------- | ---- |
| 1990年 | ライフ・L190 |                 |        |                      | USA  | BRA  | SMR  | MON  | CAN  | MEX  | FRA  | GBR  | GER  | HUN  | BEL  | ITA  | POR  | ESP  | JPN | AUS | 0        | NC   |
| 1990年 | ライフ・L190 | ライフ・F35 W12 | G      | ゲイリー・ブラバム   | DNPQ | DNPQ |      |      |      |      |      |      |      |      |      |      |      |      |     |     | 0        | NC   |
| 1990年 | ライフ・L190 | ライフ・F35 W12 | G      | ブルーノ・ジャコメリ |      |      | DNPQ | DNPQ | DNPQ | DNPQ | DNPQ | DNPQ | DNPQ | DNPQ | DNPQ | DNPQ |      |      |     |     | 0        | NC   |
| 1990年 | ライフ・L190 | ジャッド・CV V8 | G      | ブルーノ・ジャコメリ |      |      |      |      |      |      |      |      |      |      |      |      | DNPQ | DNPQ |     |     | 0        | NC   |

## エピソード
- ライフがW型12気筒で参戦した目的にはフランコ・ロッキが自分のエンジンがF1で通用するかを試すというものもあった。そのため、撤退した理由にはW型12気筒を使わずに他社製エンジンで参戦を続けるのは目的にそぐわないということもあった。
- ライフがFIAにエントリー申請するまでは、前年まで参戦していたザクスピードとリアルが撤退したため、参戦台数が34台以内に収まっている場合1990シーズンは予備予選が無くなる方向となっていたが、ライフのエントリー申請により台数が35台となった為、引き続き90年も金曜朝に予備予選実施が決定。これを知らされ予備予選出走義務が通知されたAGS、コローニ、ラルース、オゼッラ、ユーロブルンなど小規模チームから「ライフは何なんだ？」「なぜエントリーしたんだ」と一斉にブーイングを浴びた[8]。
- 序盤2戦で自らチームを辞めたゲイリー・ブラバムは「このまま続けても見込みはないよ。国際F3000のミドルブリッジから誘いもあるし、そっちの方がまともにレースが出来ると思う」とコメントしライフチームを去った。ブラバムにはチームから移動交通費用が一切支払われておらず、第2戦ブラジルではチームの宿泊先すら知らされず、空港でたまたま同じ便の飛行機に乗っていたアラン・プロストがタクシーに同乗させてくれたためサーキット現地にたどり着けたが、その時点ではチームが本当にインテルラゴスまでやって来るのか分かっていなかった[9]。
- 前述のとおり、第13戦ポルトガルGPではエンジンをジャッドV8に換装したものの、チームはジャッドエンジンとカウルのマッチングを確認しておらず、同GPの予選ではカウルをマシンにガムテープで固定して走るというお粗末ぶりを演じた。